# HD62712
HD62712 — хімічно пекулярна зоря спектрального класу B7, що має видиму зоряну величину в смузі V приблизно  6,4.
Вона  розташована на відстані близько 580,3 світлових років від Сонця.

## Пекулярний хімічний склад
HD62712 належить до Хімічно пекулярних зір з пониженим вмістом гелію 
й в її  зоряній атмосфері спостерігається нестача He у порівнянні з його вмістом в атмосфері Сонця.